# Flamme colorée
 (janvier 2012).
Si vous disposez d'ouvrages ou d'articles de référence ou si vous connaissez des sites web de qualité traitant du thème abordé ici, merci de compléter l'article en donnant les références utiles à sa vérifiabilité et en les liant à la section « Notes et références ».
Une Flamme colorée est un effet de pyrotechnie utilisé pour les productions de feux d'artifice. 

## Type de couleur
- Rouge : nitrate de strontium, chlorate de lithium
- Orange :  chlorure de calcium
- Jaune : chlorure de sodium
- Verte : sulfate de cuivre, acide borique, nitrate de baryum
- Bleue : acétate de potassium
- Violette : [[]], nitrate de lithium, alun de potassium